# Villa Wagner I

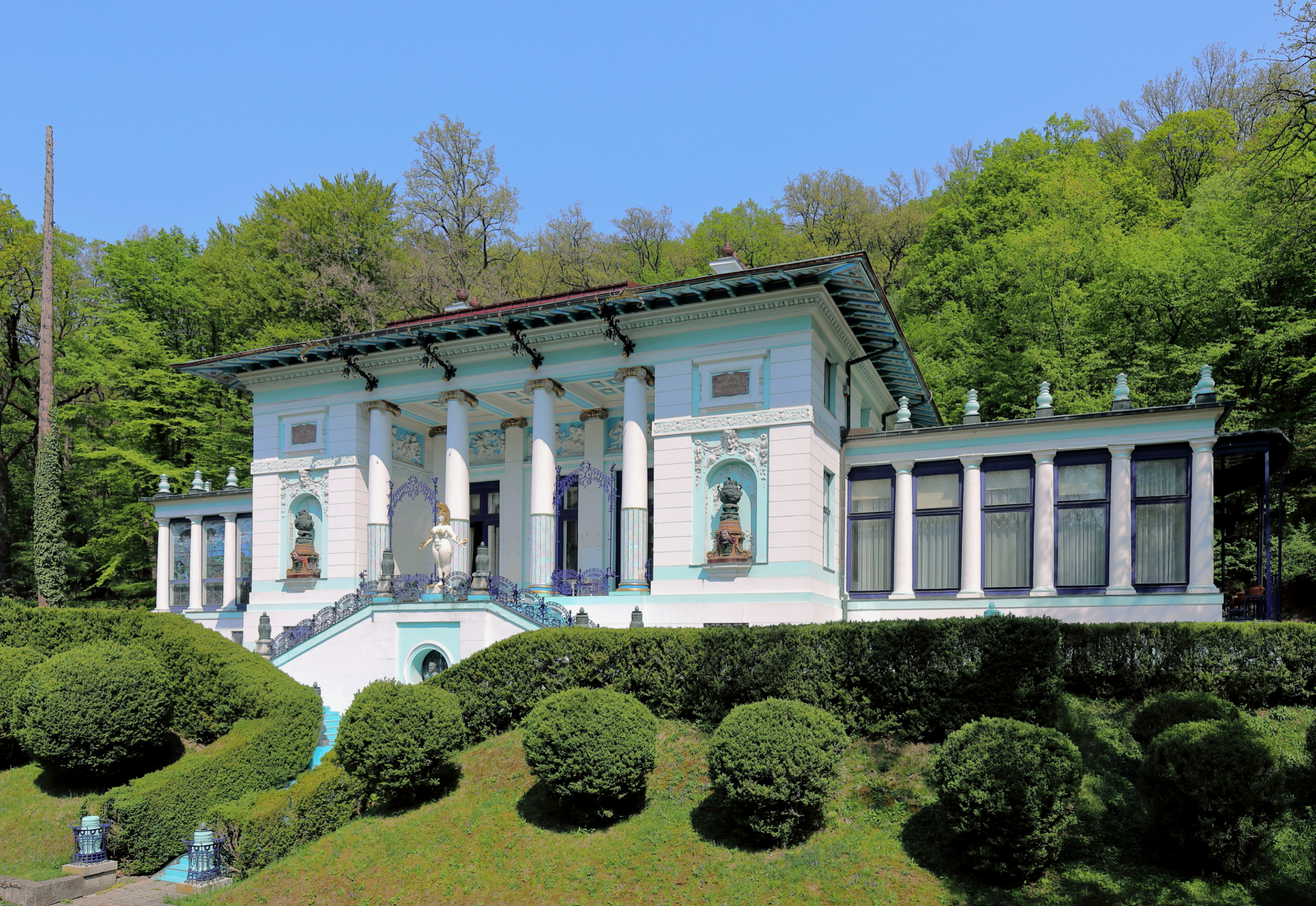
La première villa d'Otto Wagner à Hütteldorf

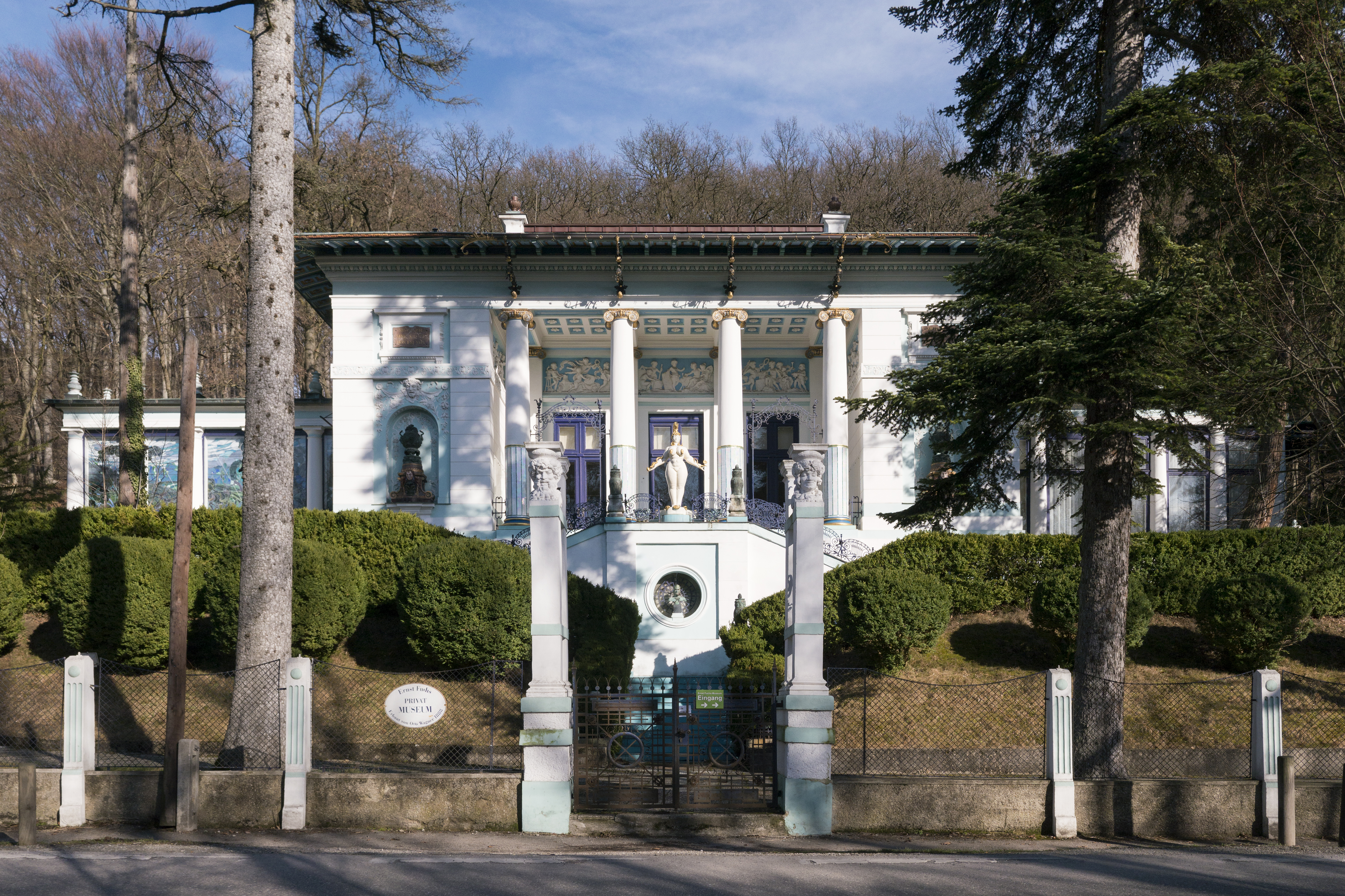
Vue de face de la Villa Otto Wagner

La Villa Wagner I (également: Villa-Otto-Wagner, Villa-Ben-Tieber et Villa-Ernst-Fuchs) est une villa construite de 1886 à 1888 selon les plans d'Otto Wagner à Hütteldorf, qui depuis 1890-1892 fait partie du quartier viennois de Penzing. La villa appartient actuellement aux héritiers du peintre Ernst Fuchs et abrite le musée privé Ernst Fuchs.

## Histoire
Otto Wagner a fait construire le bâtiment qu'il a conçu de 1886 à 1888 comme résidence d'été à la lisière des bois de Vienne. La famille Wagner a vécu dans la maison toute l'année à partir de 1895. La même année, la palmeraie de l'aile sud est transformée en salon. Lorsque les enfants de Wagner grandirent et quittèrent la maison, il vendit la villa en 1911 à l'entrepreneur de vaudeville et directeur du théâtre Apollo, Ben Tieber, qui y vécut jusqu'à sa mort en 1925. Juste à côté, Wagner fit construire une petite villa pour lui-même en 1912-1913, la Villa Wagner II. La première villa a été aryanisée en 1938 par le Reichsstatthalter Baldur von Schirach et utilisée comme bureau pour les activités de loisirs des Jeunesses hitlériennes. Après la guerre, la villa devient un objet de spéculation et à partir de 1963, elle est même menacée de démolition.
En 1972, le peintre Ernst Fuchs acheta la propriété pour 14 millions de schillings, fit rénover et adapter la villa et y installa son atelier. Fuchs a fait poser ici comme modèles Placido Domingo, Oskar Werner et Falco. Depuis 1988, la villa aujourd'hui centenaire abrite le musée privé Ernst Fuchs, dirigé par Cornelia Mensdorff-Pouilly . Fuchs est décédé le 9 novembre 2015.

## Disposition
La villa, conçue comme une maison de campagne historiciste, est dominée par une aile centrale avec des colonnes ioniques qui peut être atteinte par une allée et un escalier extérieur. Les ailes latérales ont des façades vitrées côté rue avec des éléments de colonnes doriques. L'aile latérale nord présente un vitrail Tiffany d'Adolf Böhm. À l'étage supérieur, il y a un bain romain avec des mosaïques de Koloman Moser. En haut de l'escalier se trouve une statue féminine en métal conçue par Ernst Fuchs.
Dans les environs immédiats se trouve la souche du Chêne de 1000 ans, le plus vieux chêne de Vienne.

## Système de fontaines du parc

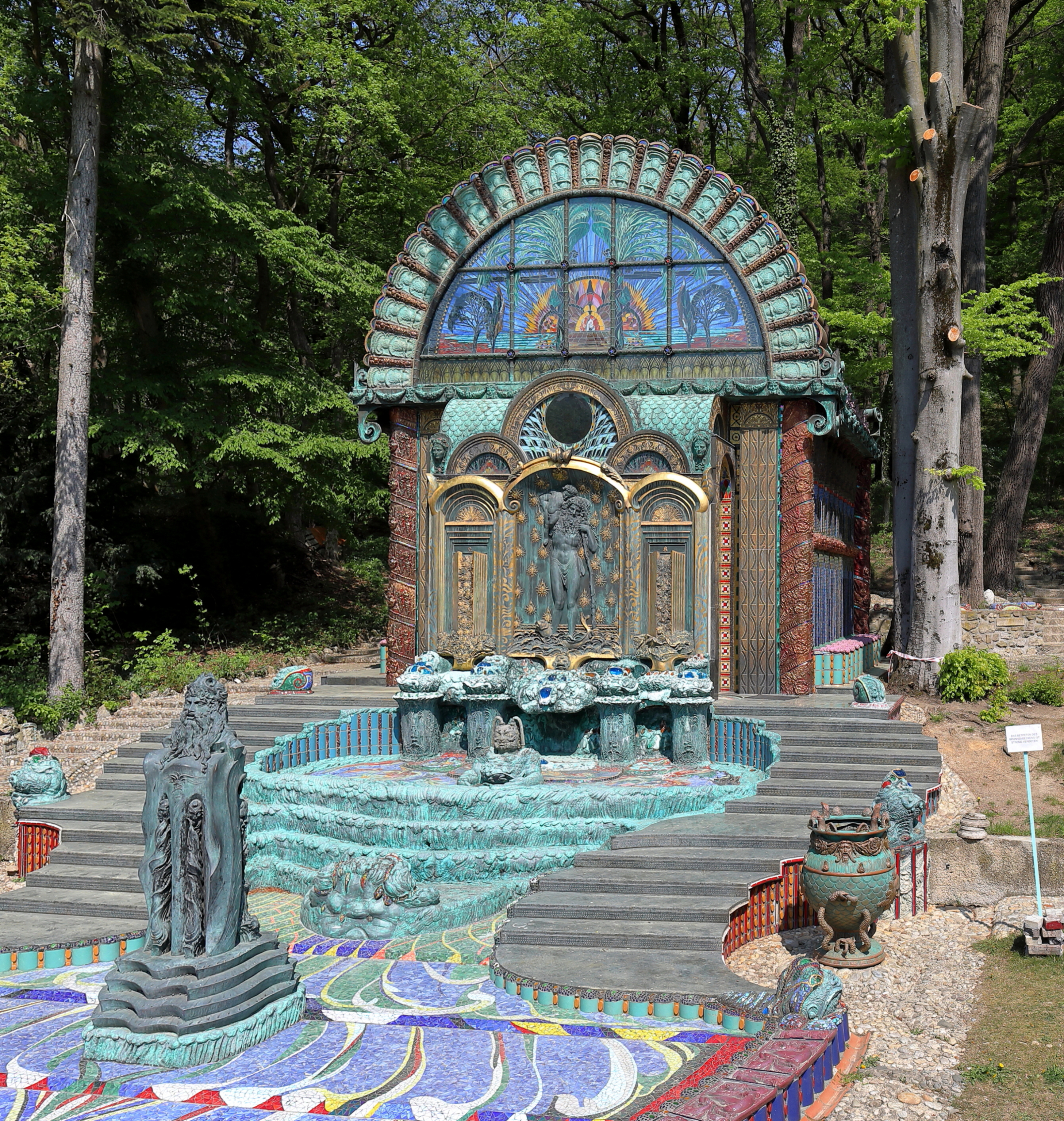
Maison-fontaine Nymphaeum Omega avec fontaine Moïse

De 1992 à 1996, Ernst Fuchs a créé la fontaine Nymphäum Omega au pied du parc entre la première et la deuxième villa Otto Wagner. Elle est de style byzantin. En face se trouve la fontaine de Moïse, qui est recouverte de couleurs vives et d'une mosaïque de verre Tiffany .

## Galerie de photos

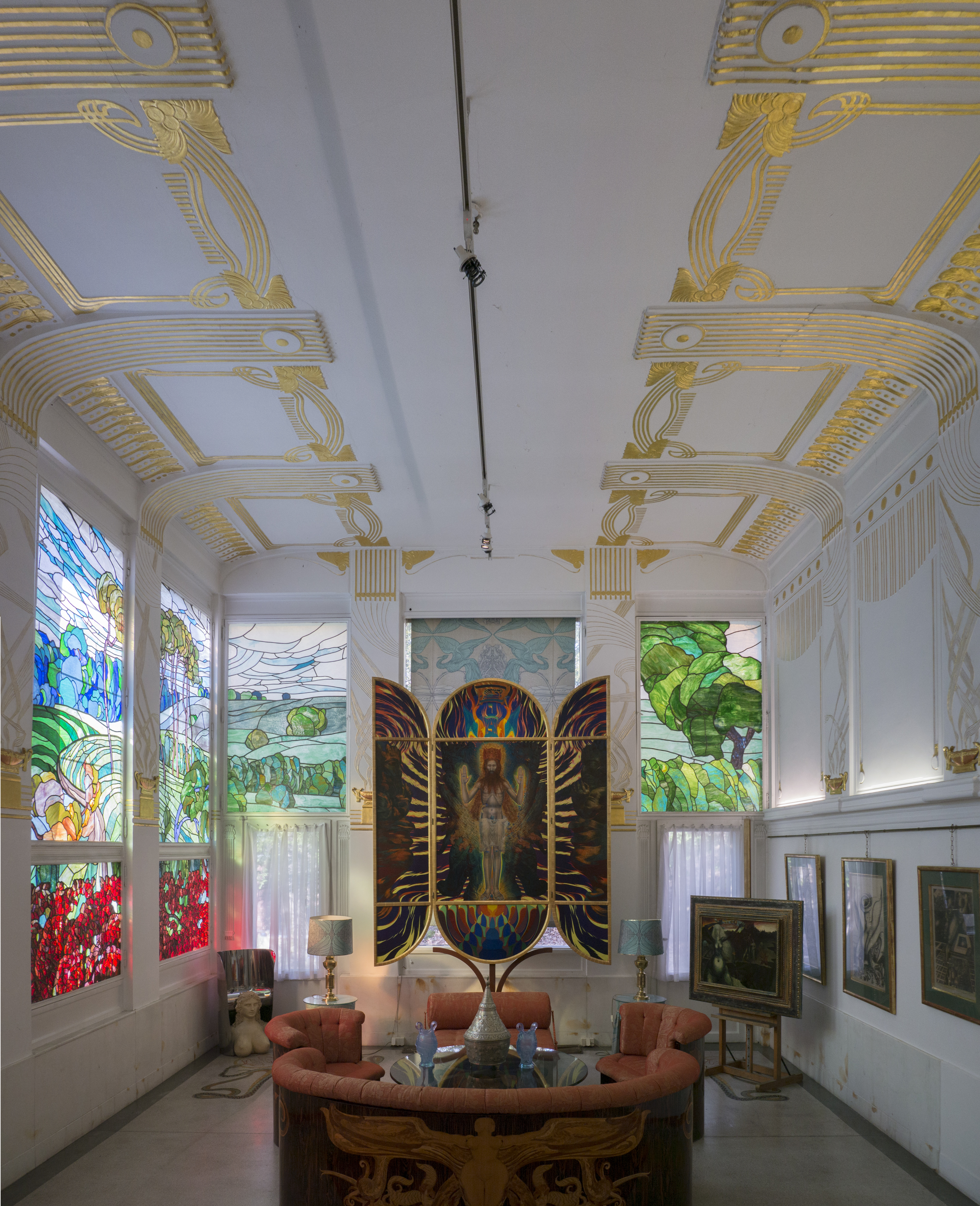
La salle Adolf Böhm
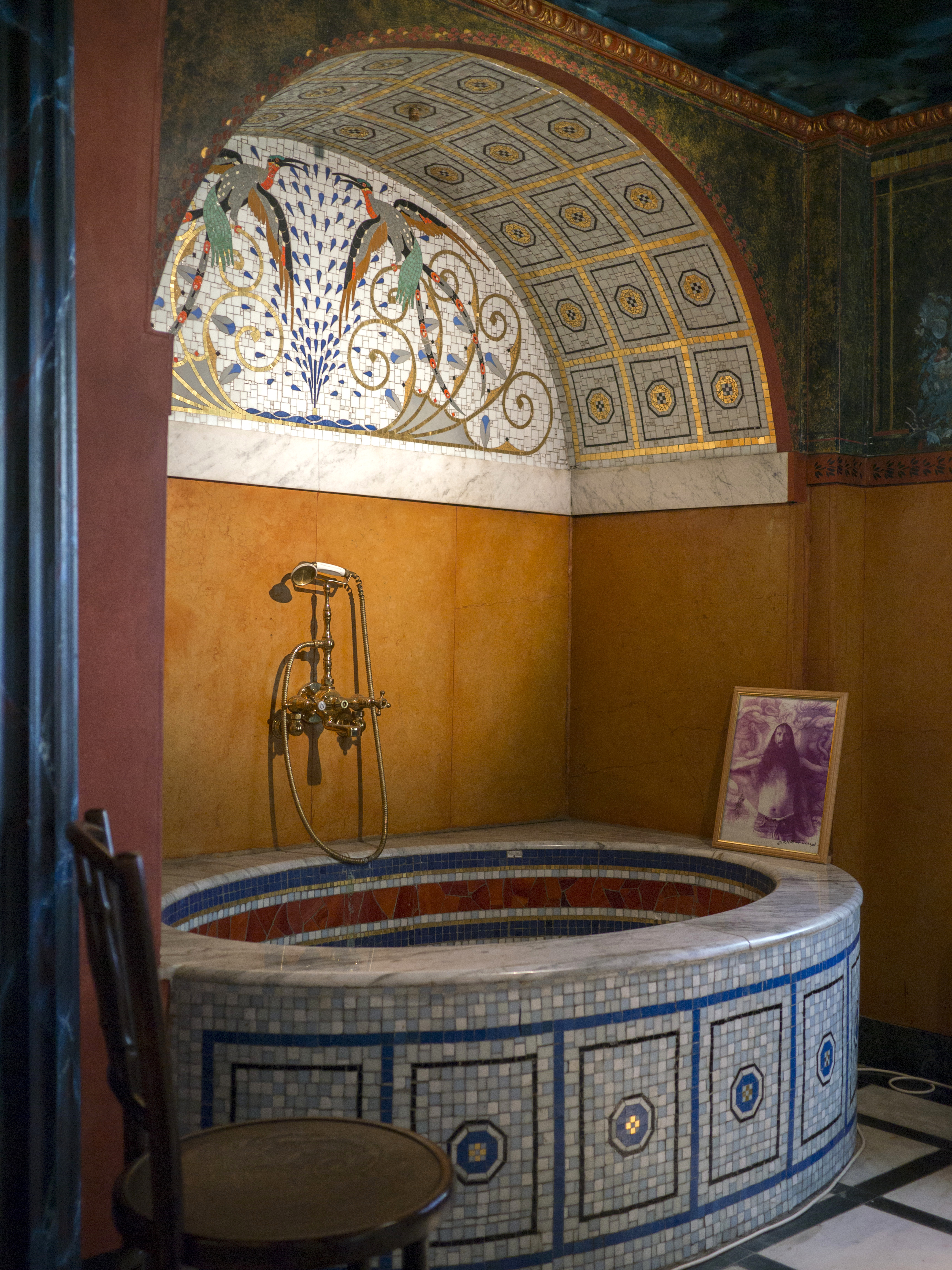
Le bain romain
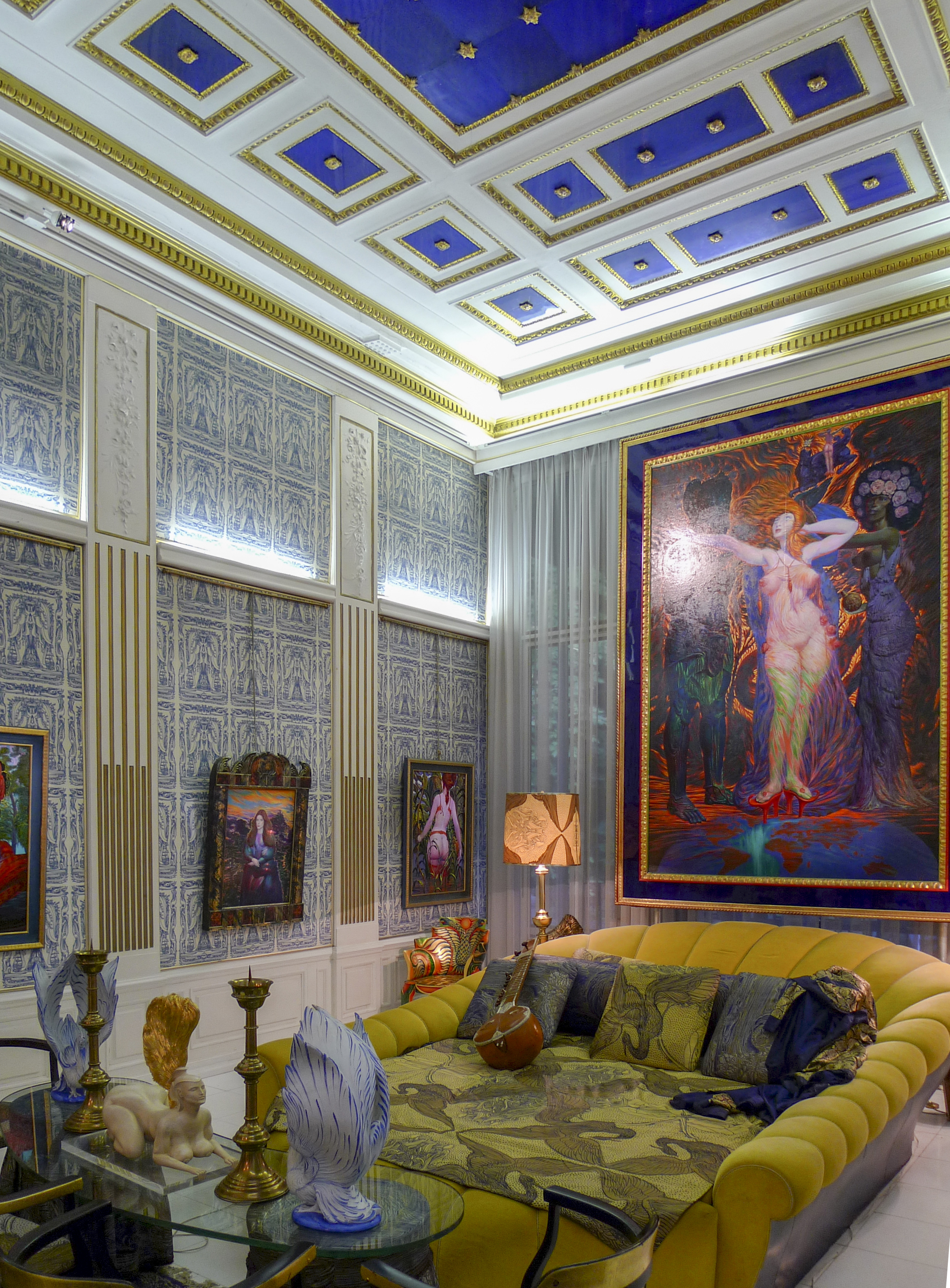
Chambre dans l'aile sud

## Littérature
- Otto Wagner: Villa de M. Wagner à Hütteldorf près de Vienne. feuille 35–39, daté de 1888. Dans: Otto Wagner: Quelques croquis, projets et exécutés. Immeubles. JE. Volume, II. Edition, Kunstverlag Anton Schroll, Vienne 1905 ("63 feuilles d'héliogravures"). Premier tirage ibid., 1891. (Numérisé dans AMS Historica - AlmaDL. Bibliothèque numérique de l'Université de Bologne)
- Manuel Dehio Vienne. X. au XIX. et XXI. à XXIII. District. Verlag Anton Schroll, Vienne 1996.

## Liens web
- Site officiel du musée Ernst Fuchs et de la villa Otto Wagner
- Fondation privée Ernst Fuchs - Histoire du musée
- Belle Epoque - Villa Wagner I et II
- Planet Vienna - Villas Wagner

## Liens
1. ↑  Georg Markus: Wie Ernst Fuchs die Wiener Otto-Wagner-Villa rettete. In: Tageszeitung Kurier, Wien, 11. November 2015, S. 16
2. ↑  Ernst Fuchs Museum: [Park mit Brunnenhaus]; abgerufen am 24. April 2018

- (de) Cet article est partiellement ou en totalité issu de l’article de Wikipédia en allemand intitulé « Villa Wagner I » (voir la liste des auteurs).